# Государственная стипендия для выдающихся деятелей культуры и искусства России
Государственная стипендия для выдающихся деятелей культуры и искусства России присуждается ежегодно выдающимся деятелям культуры и искусства Российской Федерации и талантливым молодым (до 35 лет) авторам: художникам, скульпторам, кинематографистам, театральным деятелям, литераторам и музыкантам за созданные ими произведения. Стипендия призвана содействовать созданию новых произведений литературы, кинематографии, дизайна, архитектуры, изобразительного, декоративно-прикладного, музыкального, театрального, циркового, а также исполнительского и других видов искусства.Стипендия является разовой и составляет 72 000 рублей (2022).

## Порядок присуждения
Стипендия присуждается на основании Указа Президента РФ от 1993 года «О дополнительных мерах государственной поддержки культуры и искусства в Российской Федерации». Выдвижение и присуждение происходит на конкурсной основе не чаще одного раза в год решением Министерства культуры Российской Федерации. Кандидаты на присуждение государственных стипендии выдвигаются коллегиальными руководящими органами творческих союзов, других объединений работников культуры и искусства Российской Федерации, а также коллегиальными экспертно-консультативными органами Министерства культуры Российской Федерации и Комитета Российской Федерации по кинематографии. По состоянию на 2023 год номинирование на стипендию проходят следующие этапы: прием заявок; рассмотрение заявок; объявление победителей; заключение соглашений.

## Лауреаты стипендии
Король Светлана (2020), Константин Чемерис (2020), Дмитрий Андрианов (2020), Мария Рахманинова (2020), Алёна Васильева (2020), Пётр Баранов (2018), Феликс Захарович Грек (2017), Павел Морозов (2017), Нина Силаева (2016), Екатерина Володина (2015), Матвей Орлов (2023) и многие другие.